# Sven Sonnenberg
Sven Sonnenberg (* 19. Januar 1999 in Berlin) ist ein deutscher Fußballspieler. Der Verteidiger steht seit Juli 2024 beim 1. FC Saarbrücken unter Vertrag.

## Karriere
Geboren und aufgewachsen in Berlin, zog Sonnenberg als Jugendlicher mit seiner Familie nach Koblenz. Dort spielte er im Nachwuchs der TuS Koblenz. Im Jahr 2014 zog er rheinabwärts nach Köln und spielte dort fortan für den 1. FC Köln. Zunächst zwei Spielzeiten in der B-Junioren-Bundesliga, wobei er auf 48 Einsätze für die Domstädter kam. Dabei empfahl er sich auch für die Nachwuchsnationalmannschaften des Deutschen Fußball-Bundes, für die er vier Spiele in der U16, sieben in der U17 und eines in der U18 absolvierte. Mit der U17 nahm er zudem an der Europameisterschaft 2016 in Aserbaidschan teil, bei der er zweimal zum Einsatz kam. Im gleichen Jahr entwuchs er der U17 und stieg in die U19-Mannschaft der Kölner auf, mit der Sonnenberg in den beiden darauf folgenden Saisons auf 37 Einsätze in der A-Junioren-Bundesliga kam. 2018 schaffte er dann den Sprung in die zweite Mannschaft des 1. FC Kölns, die die Saison auf dem neunten Platz beendeten, zu dem der Abwehrspieler mit zwei Toren in 20 Einsätzen beitrug.
In der Folgesaison wechselte Sonnenberg schließlich zum Drittligisten Hansa Rostock. Hier debütierte der Rechtsfuß mit 20 Jahren am vierten Spieltag der Spielzeit 2019/20 im Spiel gegen die SpVgg Unterhaching. Er avancierte zum Leistungsträger und brachte es bis zum Ende der Saison unter Hansa-Trainer Jens Härtel auf 32 Drittliga-Einsätze (ein Tor) und platzierte sich mit den Norddeutschen auf Rang sechs. Sonnenberg gewann zudem den Lübzer-Pils-Cup, in dem er drei Mal für Kogge auflief und mit der Mannschaft im Finale den Torgelower FC Greif 3:0 besiegen konnte. Sein Debüt im DFB-Pokal gegen den Zweitligisten VfB Stuttgart verlor er mit den Rostockern 0:1 und verpasste somit nur knapp den Einzug in die 2. Hauptrunde. Im Laufe der Drittliga-Spielzeit 2020/21 lief der Innenverteidiger 30 Mal für die Kogge auf. Noch vor Ablauf der Spielzeit, Hansa stieg letztlich am 22. Mai 2021 in die 2. Bundesliga auf, verlängerte er seinen Vertrag in Rostock um ein weiteres Jahr bis 30. Juni 2022. Dennoch wechselte er Anfang August 2021 zu Heracles Almelo in die Niederlande. Beide Vereine einigten sich zum Stillschweigen über die Modalitäten des Wechsels, die auflagenstärkste Tageszeitung Deutschlands hingegen berichtete von einer Ablösesumme in Höhe von 100.000 Euro.
Im Sommer 2024 wechselte er zum 1. FC Saarbrücken.

## Erfolge
F.C. Hansa Rostock
- Aufstieg in die 2. Bundesliga: 2021